# KkStB 22 sorozatú szerkocsi
A kkStB 22 sorozatú szerkocsi egy háromtengelyes szerkocsisorozat volt az osztrák Császári és Királyi Osztrák Államvasutaknak (k.k. Staatsbahn, kkStB), melyek eredetileg a Böhmische Westbahn-tól (BWB) származtak.
A BWB ezeket a szerkocsikat 1861-től Prága-Smíchovból a Ringhoffer szerezte be.
A BWB államosítása után a kkStB-nél a 22 szerkocsisorozatot képezték.
| BWB / kkStB 22             | BWB / kkStB 22                                                   | BWB / kkStB 22                                                   | BWB / kkStB 22                                                   | BWB / kkStB 22                                                   |
| Műszaki adatok             | Műszaki adatok                                                   | Műszaki adatok                                                   | Műszaki adatok                                                   | Műszaki adatok                                                   |
| -------------------------- | ---------------------------------------------------------------- | ---------------------------------------------------------------- | ---------------------------------------------------------------- | ---------------------------------------------------------------- |
|                            | 22.03–10                                                         | 22.16–17                                                         | 22.18–22                                                         | 22.23–38                                                         |
| Tengelyek száma:           | 3                                                                | 3                                                                | 3                                                                | 3                                                                |
| Tengelytávolság:           | 3 160 mm                                                         | 3 160 mm                                                         | 3 160 mm                                                         | 3 160 mm                                                         |
| Kerékátmérő:               | 995 mm                                                           | 995 mm                                                           | 995 mm                                                           | 995 mm                                                           |
| Üres tömeg:                | 13,4 t                                                           | 11,6 t                                                           | 11,6 t                                                           | 12,2 t                                                           |
| Szolgálati tömeg:          | 28,9 t                                                           | 26,4 t                                                           | 27,1 t                                                           | 27,7 t                                                           |
| Vízkészlet:                | 9,5 m³                                                           | 8,8 m³                                                           | 9,5 m³                                                           | 9,5 m³                                                           |
| Szénkészlet:               | 7,6 m³                                                           | 7,6 m³                                                           | 7,6 m³                                                           | 7,6 m³                                                           |
| Kapcsolt mozdonyok típusa: | 2, 4, 7, 18, 21, 122, 40, 47, 48, 50, 52, 54, 56, 59, 70, 73, 76 | 2, 4, 7, 18, 21, 122, 40, 47, 48, 50, 52, 54, 56, 59, 70, 73, 76 | 2, 4, 7, 18, 21, 122, 40, 47, 48, 50, 52, 54, 56, 59, 70, 73, 76 | 2, 4, 7, 18, 21, 122, 40, 47, 48, 50, 52, 54, 56, 59, 70, 73, 76 |